# Unidos de Três Corações (escola de samba de Além Paraíba)
A S.C.R.E.S. Unidos Três Corações é uma escola de samba de Além Paraíba, MG. Situada no bairro Jaqueira, com as cores oficiais o vermelho e o branco, tem esse nome por abranger outros dois bairros: Boiadeiro e Timbira. Conhecida como "Cutuca" pelos seus torcedores e por ser uma escola de forte apelo popular.

## Segmentos

### Presidentes
| Nome              | Mandato    | Ref.  |
| ----------------- | ---------- | ----- |
| Thiago Filgueiras | atualidade | [ 1 ] |

### Diretores
| Ano  | Diretor de Carnaval | Diretor geral de harmonia | Mestre de bateria | Ref.  |
| ---- | ------------------- | ------------------------- | ----------------- | ----- |
| 2024 |                     |                           | Sérgio Pacheco    | [ 1 ] |

### Casal de Mestre-sala e Porta-bandeira
| Ano | Nome | Ref.  |
| --- | ---- | ----- |
| …   | …    | [ 1 ] |

## Carnavais
| ANO  | Colocação    | Enredo                                                                                        | Carnavalesco   | Intérprete  | Ref   |
| ---- | ------------ | --------------------------------------------------------------------------------------------- | -------------- | ----------- | ----- |
| 1999 | Campeã       | O samba importado, é só pra inglês ver                                                        | Rolando Amaral |             |       |
| 2000 | Campeã       | Brasil 500 anos                                                                               | Rolando Amaral |             |       |
| 2001 | Campeã       | Lendas da Amazônia                                                                            | Rolando Amaral |             |       |
| 2002 | Vice Campeã  | Chiquinha Gonzaga, a maestrina                                                                | Rolando Amaral |             |       |
| 2003 | Campeã       | Rastros de amor por essa terra, Além Paraíba                                                  | Rolando Amaral | Paulo Bispo |       |
| 2004 | Vice Campeã  | A Utopia                                                                                      | Rolando Amaral | Paulo bispo |       |
| 2005 | Campeã       | Mulatas, café, chocolate, os doces sabores da vida                                            | Rolando Amaral | Paulo Bispo |       |
| 2006 | Campeã       | Euforia Narcisista, Beleza Plástica é Fundamental                                             | Rolando Amaral | Paulo Bispo | [ 2 ] |
| 2007 | Vice Campeã  | A Rainha de Sabá e o Rei Salomão - um encontro do Reino da Fragância com o Reino da Sabedoria | Rolando Amaral | Paulo Bispo | [ 2 ] |
| 2008 | Campeã       | África, berço nativo da humanidade                                                            | Rolando Amaral | Paulo Bispo | [ 2 ] |
| 2009 | Campeã       | Brasil em festa                                                                               |                |             |       |
| 2010 | 3ª colocada  | A minha loucura é Três Corações                                                               | André Veloso   |             |       |
| 2011 | 3ª colocada  | Três Raças                                                                                    |                |             |       |
| 2013 | 3ª colocada  | Civilizações                                                                                  |                |             |       |
| 2015 | Campeã       | Cutuca, 50 anos de glórias                                                                    |                |             | [ 1 ] |
| 2016 | Hors Concurs | A viagem incrível ao Reino do Beleléu                                                         | Ronaldo Amaral |             | [ 1 ] |
| 2018 | Vice-Campeã  | Mulheres guerreiras, espalhadas pelo mundo e cravadas na história                             | Cesar Bournier |             |       |
| 2019 |              |                                                                                               |                |             |       |